# Krumme 13
Krumme 13, kurz K13, war eine Pädophilen-Gruppe in Deutschland, die der mittlerweile mehrfach vorbestrafte Dieter Gieseking 1993 in Trier gegründet hatte. Die Gruppe trat für die Legalisierung der nicht nur in Deutschland strafbewehrten Herstellung, des Besitzes und der Verbreitung von Kinderpornografie sowie die Entkriminalisierung von Sexualkontakten Erwachsener mit Kindern ein. Der Antrag auf Anerkennung als gemeinnütziger Verein wurde 2001 ebenso wie der Eintrag ins Vereinsregister abgelehnt.

## Geschichte
Der bekennende Pädophile Dieter Gieseking gründete die K13 1993 in Trier, zeitweise als „Selbsthilfegruppe“ deklariert.
Nachdem die Gruppe in mehrere Strafverfahren verwickelt wurde, begann sie auch Rechtsberatung und Öffentlichkeitsarbeit zu betreiben. Die von Gieseking mit herausgegebene interne Zeitschrift für die Emanzipation der Pädophilie wurde 1996 nach fünf Ausgaben eingestellt, nachdem Gieseking wegen des Besitzes und Verkaufs von Kinderpornografie für ein Jahr inhaftiert worden war. Im Juli 2001 wurde vom Trierer Finanzamt die Gemeinnützigkeit verweigert, im Dezember 2001 lehnte das Amtsgericht Trier den Eintrag ins Vereinsregister ab, weil Straftatbestände verharmlost und praktizierende Pädophile in ihrem gesetzwidrigen Tun bestärkt würden. Die Gruppierung löste sich als Verein im Januar 2003 auf. Gieseking betreibt weiterhin eine Website unter diesem Namen.

## Forderungen der Gruppe
Die Gruppe vertrat die sexualwissenschaftlich abgelehnte Ansicht, dass Erwachsene einvernehmliche sexuelle Kontakte mit Kindern herstellen könnten, die deshalb erlaubt sein sollten. Die Gruppe forderte die Streichung oder Lockerung der Paragrafen 176 und 182 StGB und die Aufhebung des Paragrafen im Sexualstrafrecht, der die Verbreitung von Kinderpornografie unter Strafe stellt (§ 184 StGB). Ihre Mitglieder strebten die Entkriminalisierung dieser Tatbestände an, da deren Bestrafung aus ihrer Sicht sowohl ihre sexuelle Selbstbestimmung als auch diejenige der Kinder einschränken würden.

## Rechtslage
Das Schutzalter, also jenes Alter, ab dem eine Person im juristischen Sinn für sexuelle Handlungen als einwilligungsfähig anzusehen ist, wird kulturabhängig in verschiedenen Ländern unterschiedlich festgelegt. Sexuelle Handlungen an, mit oder vor Personen unterhalb des Schutzalters sind strafbar. Im deutschen Sexualstrafrecht gelten drei Altersgrenzen – Schutzalter 14 Jahre, Schutzalter 16 Jahre und Schutzalter 18 Jahre –, die im Wesentlichen im 13. Abschnitt des Strafgesetzbuches (StGB) unter den Straftaten gegen die sexuelle Selbstbestimmung in den Paragrafen 174, 176, 182 und 184 StGB geregelt sind. Der Beischlaf zwischen Verwandten wird als besonderer Fall im 12. Abschnitt unter den Straftaten gegen den Personenstand, die Ehe und die Familie in § 173 StGB abgehandelt.
In § 174 ff. wird der sexuelle Mißbrauch von Schutzbefohlenen unter 18 Jahren unter Strafe gestellt. Mit § 176 ff. wird der sexuelle Missbrauch von Kindern unter 14 Jahren mit einer absoluten Altersgrenze für strafbewehrt erklärt und § 182 ff. StGB regelt die strafrechtlichen Folgen des sexuellen Missbrauchs von Jugendlichen. Mit Verbreitung, Erwerb und Besitz pornographischer Inhalte, für die als Schutzalter 18 Jahre angesetzt sind, befasst sich § 184 und folgende.
Das deutsche Strafrecht schützt seit der vierten Strafrechtsreform vom 23. November 1973 die „von vorzeitigen sexuellen Erlebnissen ungestörte Gesamtentwicklung des Kindes als besondere Ausprägung des Rechts auf sexuelle Selbstbestimmung“.

## Wissenschaftliche Einordnung
Für diese Straftaten wurde der Begriff Pädokriminalität geprägt, den Sophinette Becker als Sexualwissenschaftlerin allerdings ablehnte: ansonste müsse man auch „Vergewaltigung Heterokriminalität nennen“. Becker machte auf die „Fallen der Generationendifferenz“ und der „Infantilisierung des erotischen Ideals“ aufmerksam und hielt das „Verschwinden der Generationendifferenz“ für fatal, weil es, wenn sie wegfalle, keinen Grund mehr dafür gebe, „dass es keine intergenerationellen sexuellen Beziehungen geben sollte“.
Nach Sexualforschung, Sexualpädagogik und Psychiatrie sind ebenso wie aus entwicklungspsychologischer Sicht einvernehmliche Sexualkontakte zwischen Erwachsenen und Kindern nicht möglich, weil das Macht- und Kompetenzgefälle zwischen ihnen Einvernehmen nicht zulasse. Daher sei die von Pädophilen oft behauptete „partnerschaftliche Beziehung“ zu einem Kind eine Illusion. Wissenschaftler heben hervor, dass sexuelle Handlungen Erwachsener an, mit oder vor Kindern deren Persönlichkeit schwere und dauerhafte Schäden zufügen können, auch wenn sie ohne Einwirkung körperlicher Gewalt vorgenommen würden.